# 瑟克尔维尔 (犹他州)
瑟克尔维尔（英語：Circleville）是美国犹他州派尤特郡下属的一座城市。發跡於1864年，面积大约为9.08平方英里（23.5平方公里），海拔约为6,066英尺（1,849米）。根据2010年美国人口普查，该市有人口547人。